# Kazimierz Górski
Kazimierz Klaudiusz Górski (Leopoli, 2 marzo 1921 – Varsavia, 23 maggio 2006) è stato un allenatore di calcio e calciatore polacco, di ruolo attaccante.
È stato anche presidente onorario della Federazione calcistica della Polonia.
È morto il 23 maggio 2006 di cancro ad 85 anni.
Il 28 giugno 2012, il Parlamento polacco decide che lo Stadion Narodowy di Varsavia sarà intitolato a lui.

## Carriera

### Giocatore
Inizia la sua avventura nel mondo del calcio nel 1936 quando viene tesserato dal RKS Leopoli. Conta una presenza in Nazionale.
Si ritira nel 1953.

### Allenatore
Nel 1959 inizia una carriera come allenatore. Inizia allenando la Legia Varsavia, sua ex squadra. Dopo l'esperienza in Polonia inizia ad allenare la nazionale polacca nel 1971. Con la nazionale partecipa ai Giochi olimpici 1972, a quelli del 1976 ed al mondiale 1974. Nel 1976 lascia la guida della nazionale per tornare ad allenare le squadre polacche e poi trasferirsi ad allenare in Grecia.
Si ritira dalla carriera di allenatore nel 1983.

## Palmarès

### Allenatore

#### Club

##### Competizioni nazionali
- Campionato greco: 2

Panathinaikos: 1976-1977
Olympiakos: 1980-1981
- Coppa di Grecia: 3

Panathinaikos: 1976-1977
Kastoria: 1979-1980
Olympiakos: 1980-1981

##### Competizioni internazionali
- Coppa dei Balcani: 1

Panathinaikos: 1977

#### Nazionale
- Oro olimpico: 1

Monaco di Baviera 1972
- Argento olimpico: 1

Montréal 1976